# درنبرگ
درنبرگ (به آلمانی: Dürrnberg}} یک منطقهٔ مسکونی در اتریش است که در هالاین واقع شده‌است. درنبرگ ۷۴۶ نفر جمعیت دارد و ۶۵۰ متر بالاتر از سطح دریا واقع شده‌است.